# La Roche-sur-Grane
 La Roche-sur-Grane  là một xã thuộc tỉnh Drôme trong vùng Auvergne-Rhône-Alpes ở đông nam nước Pháp. Xã La Roche-sur-Grane nằm ở khu vực có độ cao trung bình 220 mét trên mực nước biển.